# 120-talet f.Kr.

## Händelser
- 129 f.Kr. - Hipparchos publicerar sin stjärnkatalog.

## Födda
- 123 f.Kr. - Quintus Sertorius, romersk militär och politiker.
- 121 f.Kr. - Quintus Lutatius Catulus (den yngre), romersk konsul och byggherre.

## Avlidna
- 120 f.Kr. - Hipparchos, grekisk astronom och matematiker (död på Rhodos omkring detta år).